# اتحاد تاج‌ها
اتحاد تاج‌ها (به انگلیسی: Union of the Crowns)، 

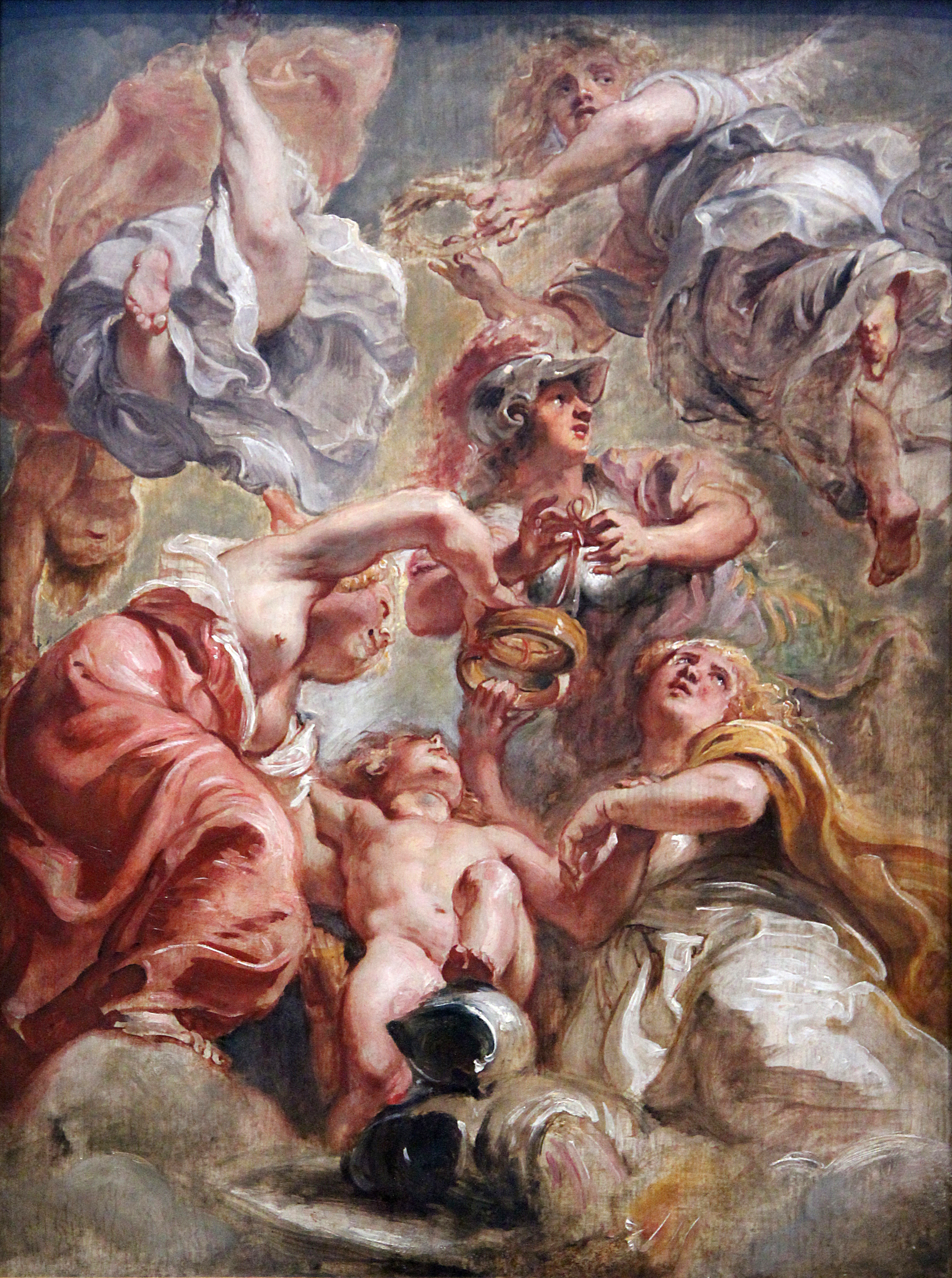
اتحاد تاج ها

(به گیلیک اسکاتلندی: Aonadh nan Crùintean) و (به اسکاتس:Union o the Crouns) با مرگ الیزابت یکم انگلیس، آخرین پادشاه دودمان تودور در ۲۴ مارس ۱۶۰۳ و جلوس نوادهٔ عمهٔ او، جیمز ششم اسکاتلند به سلطنت انگلستان رخ داد. بعد از جلوس، جیمز در فهرست پادشاهان انگلستان به نام جیمز یکم انگلستان شناخته می‌شود. در پی این امر، و با توجه به حضور یک نفر در راس حکومت دو قلمرو مجزا، برخی از جنبه‌های حکومت دو کشور، برای مثال سیاست خارجی، به طور واحد اداره می‌شدند.
این اتحاد، شخصی یا دودمانی بود و با وجود تلاش‌های جیمز برای ایجاد تاج و تخت متحد بریتانیای کبیر، نهاد سلطنت در انگلستان و اسکاتلند متمایز و جدا از یکدیگر باقی ماندند. دو کشور تا زمان تصویب قوانین اتحاد سال ۱۷۰۷ در دوران ملکه آن، آخرین حاکم از دودمان استوارت، مستقل و تحت سلطنت یک فرد واحد باقی ماندند که به همراه ایرلند، سیاست داخلی و خارجی یکسانی را دنبال می‌کردند.
در دههٔ ۱۶۵۰ و تحت حکومت الیور کرامول، با تصویب پارلمان انگلستان، پارلمان مستقل اسکاتلند منحل و دو کشور در قالب جمهوری انگلستان با یکدیگر متحد شدند. اما این اتحادیه عمری کوتاه داشت و با بازگردانی پادشاهی انگلستان در ۱۶۶۰، ملغی شد.